# Geo Prizm
Geo Prizm – samochód osobowy klasy kompaktowej produkowany pod amerykańską marką Geo w latach 1989 – 1998. 

## Pierwsza generacja

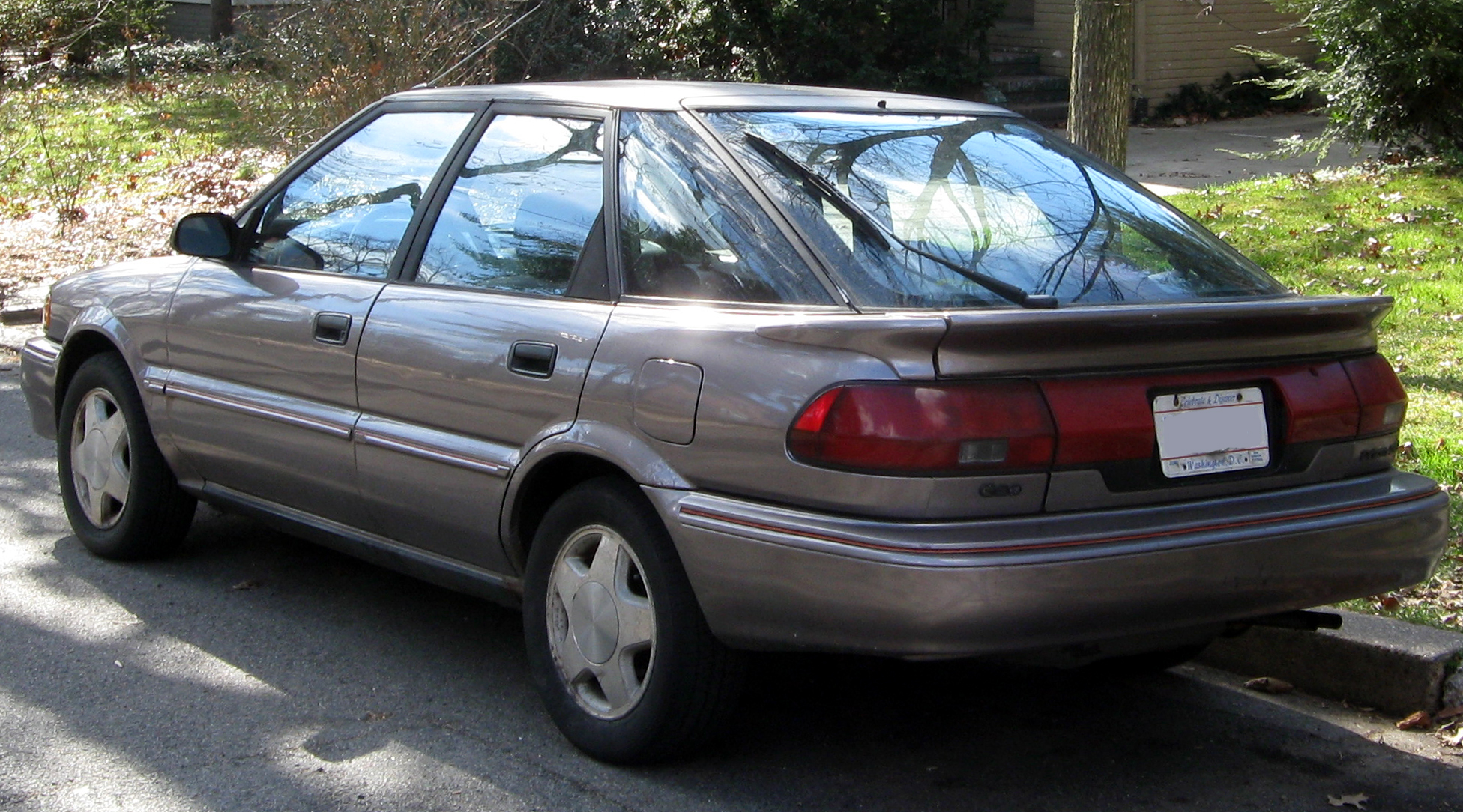
Geo Prizm I - tył

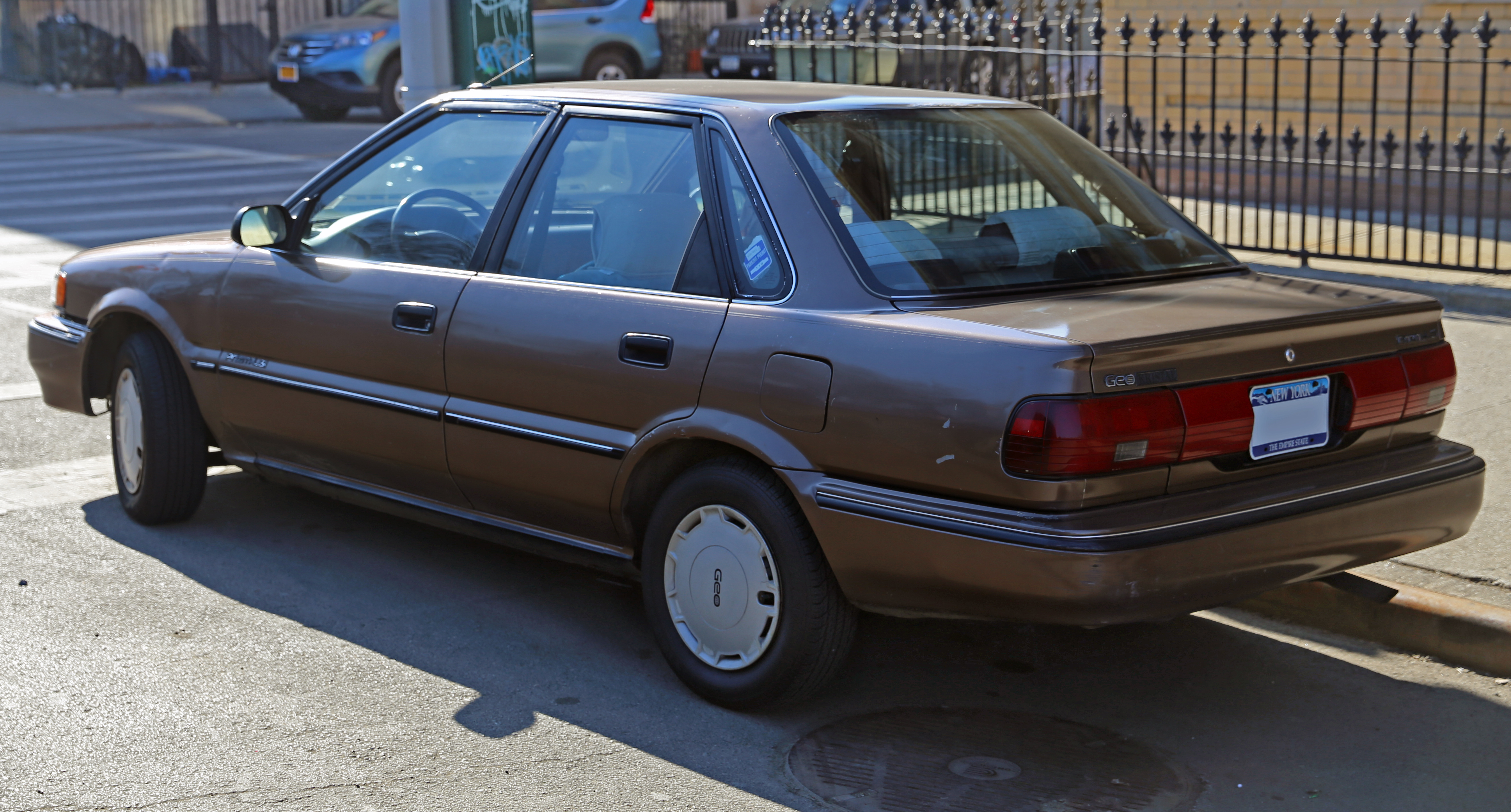
Geo Prizm I Sedan

Geo Prizm I został zaprezentowany po raz pierwszy w 1989 roku.
W 1989 roku Geo poszerzyło swoją ofertę modelową o nowy model, który zastąpił model Spectrum. Tym razem został on zbudowany we współpracy nie z Isuzu, lecz Toyotą jako bliźniaczy wariant modelu Corolla. Geo Prizm I odróżniał się od niej innym wyglądem pasa przedniego i drobnymi różnicami w wyposażeniu oraz dostępnych jednostkach napędowych.

### Wersje wyposażeniowe
- Base
- GSi
- LSi

### Silniki
- L4 1.6l DOHC LW1
- L4 1.6l DOHC LW0

## Druga generacja

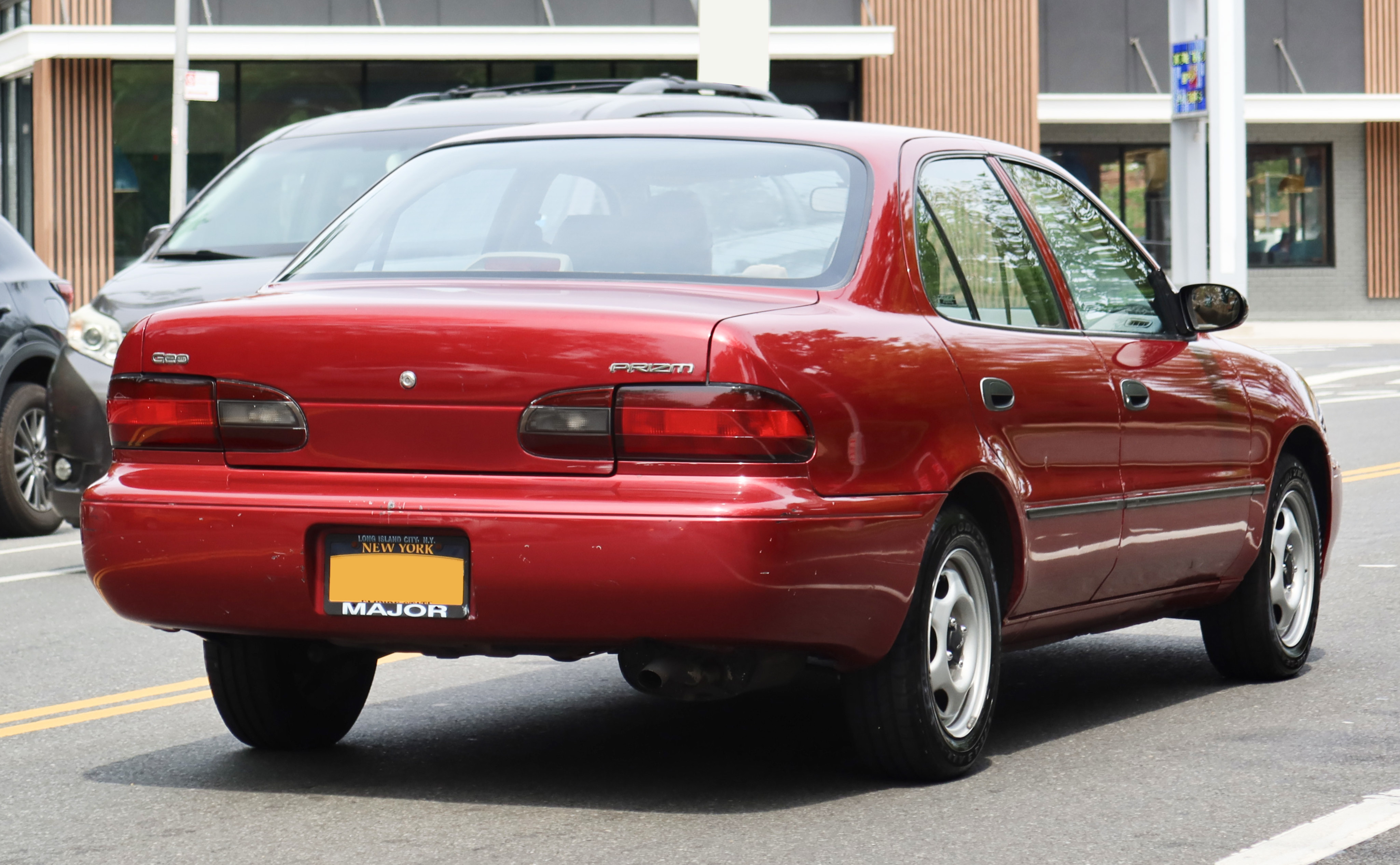
Geo Prizm II - tył

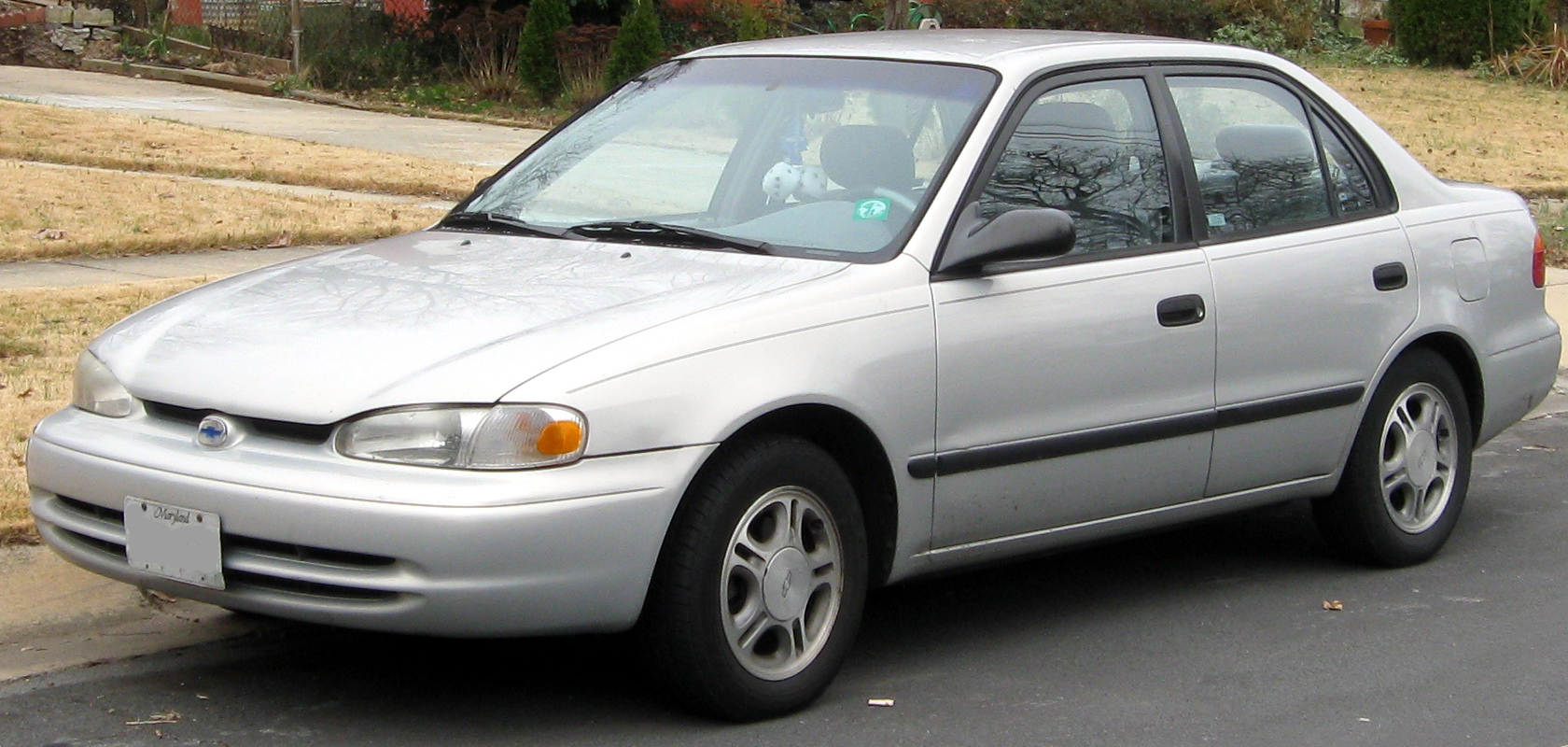
Chevrolet Prizm - model po liftingu

Geo Prizm II został zaprezentowany po raz pierwszy w 1992 roku.
W 1992 roku Geo przedstawiło zupełnie nową, drugą odsłonę modelu Geo Prizm. Samochód ponownie powstał we współpracy z Toyotą, jednak tym razem był bliźniaczą wersją modelu Sprinter. Tym razem jednak ofertę dostępnych nadwozi okrojono tylko do 4-drzwiowego sedana. Od bliźniaczego modelu Toyoty, Geo Prizm II odróżniał się przemodelowanym zderzakiem i atrapą chłodnicy, a także zmienionym wyglądem tylnej części nadwozia.

### Lifting i zmiana nazwy
W 1998 roku koncern General Motors podjął decyzję o przeprowadzeniu likwidacji marki Geo, całkowicie włączając jej portfolio w obszar oferty modelowej marki Chevrolet w Ameryce Północnej. W ten sposób Geo Prizm zostało przemianowane na Chevroleta Prizm, później przechodząć jeszcze modernizację wyglądu i pozostając w produkcji do 2001 roku.

### Wersje wyposażeniowe
- Base
- LSi

### Silniki
- L4 1.6l L01
- L4 1.8l LV6